# くちづけ (BUCK-TICKの曲)
「くちづけ」は、日本のロックバンド、BUCK-TICKの30作目のシングル。2010年9月1日にアリオラジャパンから発売された。

## 解説
- 前作「独壇場Beauty」から約5ヶ月ぶりのシングル。
- DVDとポストカード5枚が付属する初回生産限定盤、期間生産限定盤（屍鬼Special Edition）、通常盤の3パターンが発売された。
- 期間生産限定盤のジャケットには、『屍鬼』の主要登場人物である、結城夏野・武藤徹・清水恵が描かれている。

## 収録曲
1. くちづけ [4:25]
  - 作詞：櫻井敦司、作曲：今井寿、編曲：BUCK-TICK

フジテレビ系アニメノイタミナ枠『屍鬼』前期オープニングテーマ。
『屍鬼』のアニメ版テーマソングの依頼を受けて制作されたもので、メンバーは事前に漫画版を読み、世界観を踏襲し本作の制作に臨んだ。タイアップの作品内容を踏まえたうえでの作詞は、櫻井にとって初めての試みとなったという。曲調に関してはアニメ製作スタッフサイドから「アップテンポなものを」という指定があった[2]。「明けない夜」をイメージしており、仮タイトルは「PROLOGUE」だった[3]。
PV監督は須藤カンジ。
2. 妖月 -ようげつ- [3:51]
  - 作詞：櫻井敦司、作曲：星野英彦、編曲：BUCK-TICK
3. くちづけ -屍鬼 TV size-
屍鬼Special Editionにのみ収録。

### 特典DVD
1. くちづけ 〜Music Video
2. くちづけ 〜Making

## 参加ミュージシャン
- 櫻井敦司 - ボーカル
- 今井寿 - ギター、エレクトロニクス
- 星野英彦 - ギター、コーラス
- 樋口豊 - ベース
- ヤガミトール - ドラムス

### サポートミュージシャン
- 横山和俊 - マニピュレート、キーボード

## 収録アルバム
- 『RAZZLE DAZZLE』(#1・2)
- 『CATALOGUE ARIOLA 00-10』(#1)